# Mar Fechado (canção)
Mar Fechado é a oitava faixa do segundo álbum da banda Selvagens à Procura de Lei. Foi composta pelo guitarrista Rafael Martins e produzida por David Corcos
A música é quase inteira tocada apenas por Rafael, quando nos últimos versos a banda inteira toca e Martins faz um solo na guitarra. Sobre os arranjos, Gabriel Aragão fala ""Mar Fechado" foi um desafio pra gente na época. Inspirada em tantas coisas diferentes… Caetano, Beatles, Pink Floyd… colocamos um pé na psicodelia com essa. Um momento marcante na nossa história”. Rafael reforça que a música teve grande influência de Pink Floyd e que o solo surgiu a partir dessa influência.

## Créditos
- Rafael Martins - Guitarra e Voz
- Gabriel Aragão - Guitarra
- Caio Evangelista - Baixo
- Bateria - Bateria